# Dražen Scholz
Dražen Scholz Šolc (Zagreb, 25. lipnja 1961.) je hrvatski bubnjar, najpoznatiji u angažmanu grupe Parni valjak. Nastupao je s najpoznatijim hrvatskim sastavima poput Parnog valjka, Filma, Prljavim kazalištem, te je čest gost mnogih zvijezda poput Drage Mlinarca, Gibonnija,Severine, The Bastardza, Psihomodo popa i drugih.

## Životopis

### Film
Dražen Scholz se grupi Film pridružuje 1984. godine, a iz sastava odlazi 1986. godine nakon razlaza originalne postave, Iako se pričalo da je do razlaza došlo upravo zbog odlaska Šolca .

### Parni valjak
Šolc prvi puta u sastav dolazi 1980.I sa samo 19 godina oduševljava sve sastave,Parni Valjak je to prepoznao pa ga dovodi u sastav. Nakon nekoliko nastupa sastav prestaje s radom na kratko vrijeme zbog smrti Josipa Broza i to je bilo dovoljno da nastane nova grupaParlament u kojoj su pored Šolca Dubravko Vorih(bas-gitara i vokal) i Zoran Cvetković( gitara) Husein Hasanefendić - Hus početkom 1988. godine objavljuje pauzu u radu grupe. Po povratku s pauze u sastav dolaze Šolc i Zorislav Preksavec - Preksi(bas-gitara), te te iste godine snimaju novi album Sjaj u očima. 1989. godine u sastav dolazi Berislav Blažević - Bero(klavijature)  i saksofonist i gitarist Bruno Kovačić. Te iste godine nastupaju po prvi puta na ZG rock forces, zajedno s Prljavim kazalištem, Filmom te Psihomodo popom.
1990. snimaju novi album Lovci snova te snimaju živi album Svih 15 godina u Domu sportova.
1992. godine Bruno i Bero odlaze u Ameriku na usavršavanje, a u sastav dolazi jedan od najboljih hrvatskih gitarista Marijan Brkić - Brk,kojeg je u sastav doveo Dražen Šolc.
1993. godine snimaju novi studijki album Buđenje, za kojeg na dodjeli diskografskih nagrada Porin 1995. godine dobivaju čak 9 porina - između ostalog za album godine, pjesmu godine, najbolja vokalna izvedba, najbolja snimka albuma.
1995. godine slave 20 godina, te u Zagrebačkom Kazalištu Mladih snimaju "unplugged" album Bez struje: Live in ZeKaeM, za koji dobivaju 5 Porina, te koji postaje najprodavaniji živi album u Hrvatskoj. 1996.godine Šolc snima nekoliko pjesama sa Severinom a već 1997. godine Valjak izdaje novi album, Samo snovi teku uzvodno za koji dobivaju 2 Porina.
2000. godine snimaju novi studijski album Zastave, te izdaju DVD sa snimkom koncerta kojim su proslavili 25 godina postojanja 25 godina, dok 2001. godine, u novi singl izdaju još jedan živi album Kao nekada: live at S.C. kojeg snimaju u Studentskom centru u Zagrebu.
2004. godine izdaju svoj posljednji album, Prežno sunčano?.
Na staru 2005. godinu se opraštaju od publike na Trgu bana Josipa Jelačića, glavnom zagrebačkom trgu.

### Aki Rahimovski band
Nakon razilaženja Parnog valjka Aki okuplja dio sastava te po gradovima u Hrvatskoj te zemljama u bližem i daljem susjedstvu svira hitove Parnog valjka. Osim Šolca, u sastavu su i Berislav Blažević - Bero te Tina Rupčić iz Valjka, te Oleg Colnago na gitari, Goran Delač na bass gitari i Alen Brentini na gitari.
2007. godine izdaju album U vremenu izgubljenih, na kojem je Šolc autor pjesama, uključujući i hit "Ti i ja".
Početkom 2008. godine Šolc, Oleg Colnago, Tina Rupčić te Goran Delač napuštaju sastav, dok Aki kreće na turneju po manjim gradovima.

### DOG Kantina
2008. godine Šolc, Tina Rupčić, Oleg Colnago i Goran Delač osnivaju sastav DOG Kantina. Ubrzo postaju česti gosti top-lista, dok pjesmama "Kao da smo sami" i "Savršen svijet" uz tekstove upravo Šolca osvajaju prva mjesta svih radijskih top-lista.

## Diskografija

### Parlament
- 1980. Imena i legende, Suzy
- 1982. Sve piše u zvijezdama, Jugoton

### Film
- 1985. Signali u noći Jugoton

### Neki to vole vruće
- 1986. Jeans generacija
- 1988. Kakva noć
- 2005. Live tvornica

### Parni valjak
Studijski albumi
- 1988. Sjaj u očima (Jugoton)
- 1990. Lovci snova (Jugoton)
- 1994. Buđenje (Croatia Records)
- 1997. Samo snovi teku uzvodno (Croatia Records)
- 2000. Zastave (Croatia Records, Košava)
- 2004. Pretežno sunčano? (Croatia Records/Master Music)

Uživo
- 1991. Svih 15 godina (Jugoton)
- 1995. Bez struje: Live in ZeKaeM (Croatia Records)
- 2001. Kao nekada: Live at S.C. (Croatia Records/Master Music)

DVD
- 2002. 25 godina (Croatia Records/Hrvatski telekom)
- 2005. Bez struje: Live in ZeKaeM (Croatia Records)

Kompilacije
- 1991. Pusti nek' traje (Croatia Records)
- 2005. Koncentrat 1984.-2005. (Croatia Records)
- 2009. The Ultimate Collection (Croatia Records)

### Aki Rahimovski band
- 2007. U vremenu izgubljenih(Croatia Records)

### DOG Kantina
- 2003. Off the record kompilacija (Capo Media Music)

## Vanjske poveznice
- DOG Kantina na MySpace-u
- Službene stranice Parnog valjka